# Beaulieu (Indre)
Beaulieu è un comune francese di 85 abitanti situato nel dipartimento dell'Indre nella regione del Centro-Valle della Loira.

## Società

### Evoluzione demografica
Abitanti censiti